# Piedra Museo
Piedra Museo és un important jaciment arqueològic descobert a principis del segle xx pel paleontòleg argentí Florentino Ameghino a 125 km al sud de Pico Truncado, província de Santa Cruz (Argentina), on s'ha registrat una presència humana tan antiga que qüestiona les teories sobre l'arribada del home a Amèrica. En les seves rodalies es troba el monument natural Boscos Petrificats.
El lloc ha estat excavat el 1995 per l'arqueòloga argentina Laura Miotti (Universitat Nacional de La Plata). La datació per radiocarboni de mostres analitzades als Estats Units d'Amèrica van establir l'antiguitat de les restes humanes trobades en fins a 11.560 anys, en tant els del proper jaciment de Los Toldos daten de 12.890 ± 90 anys aC. Això fa que se'ls consideri els assentaments humans més antics de l'Argentina i entre els més antics de Sud-amèrica, junt amb Monte Verde (Xile), Pedra Furada (Brasil) i Cova del Guitarrero (Perú).
Els seus descobriments van incloure el de puntes de llança que contenien traces de milodons i hippidions, entre d'altres animals que existien el 10000 aC. Els seus habitants originals, el poble Toldense, eren caçadors-recol·lectors que van subsistir caçant aquestes i altres preses, com la rhea i els guanacs.
Els fòssils del Piedra Museo, així com artefactes i petròglifs del jaciment proper de Los Toldos, es troben al Museu Regional d'Història de Pico Truncado.
Els descobriments de Piedra Museo i altres jaciments antropològics d'Amèrica, com Topper (Carolina del Sud, EUA), i els esmentats Monte Verde i Pedra Furada, han replantejat completament la teoria predominant sobre el poblament d'Amèrica (teoria del poblament tardà) fundada sobre la Cultura Clovis, que sosté que l'home va arribar al continent americà fa aproximadament 13.500 anys, i han donat fonament a una nova teoria del poblament primerenc d'Amèrica, que situa la data d'ingrés entre 25.000 i 50.000 anys aC, a la vegada que modifica les teories sobre les rutes d'entrada i difusió pel continent.